# Hefnerkerze
Die Hefnerkerze (HK), auch (deutsche) Normalkerze (NK), ist eine veraltete, in Österreich, Deutschland und Skandinavien früher übliche Einheit der Lichtstärke.

## Definition

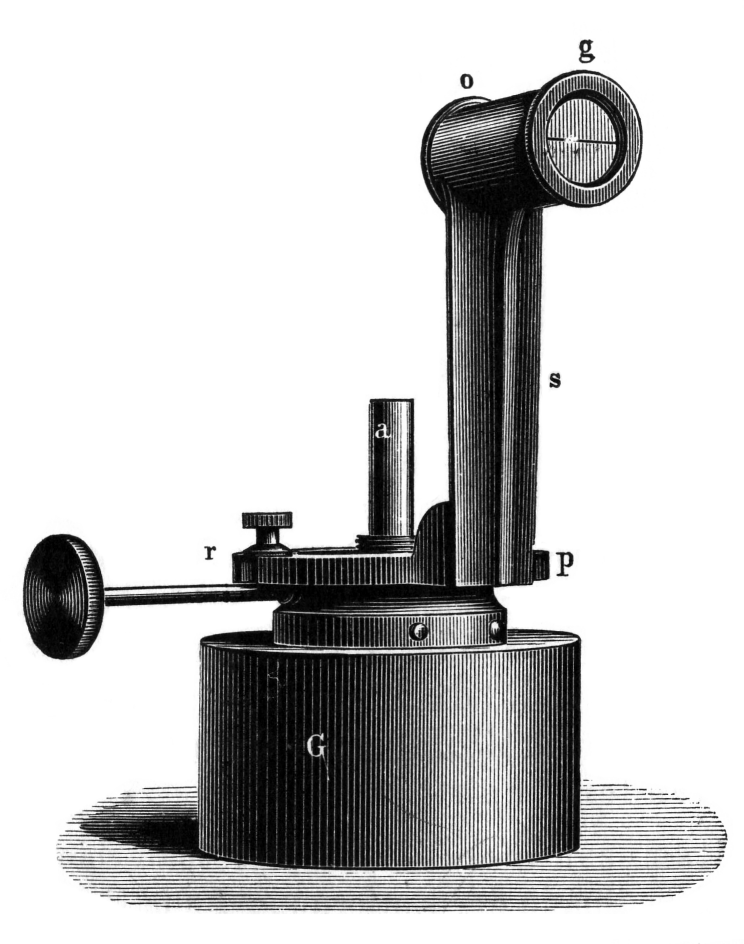
Hefnerlampe zur Definition der Hefnerkerze (Holzstich 1897)

Die Hefnerkerze ist definiert durch den Lichtstrom, die eine von dem Ingenieur Friedrich von Hefner-Alteneck entworfene Amylacetatlampe, die Hefnerlampe, bei 40 mm Flammenhöhe und 8 mm Dochtdurchmesser in horizontaler Richtung abstrahlt.

## Geschichte
Die Lichteinheit wurde 1890 vom Verein Deutscher Gas- und Wasserfachmänner als Hefnereinheit und 1897 auch vom Verband Deutscher Elektrotechniker unter dem Namen Hefnerkerze angenommen.
Bis dahin in Deutschland übliche Lichteinheiten waren die Alte Lichteinheit (definiert durch eine 83 g schwere Wachskerze, die mit einer Flammenhöhe von 42 mm brennt), die Einheit der Deutschen Vereinigung des Gas- und Wasserfaches, DVGW (definiert durch eine Paraffinkerze von 20 mm Durchmesser bei 50 mm Flammenhöhe) und die Berliner Lichteinheit (definiert durch eine Walrat-Kerze mit 44,5 mm Flammenhöhe und einem Verbrauch von 7,77 g  pro Stunde).
Die Hefnerkerze wurde am 1. Juli 1942 durch die Candela (cd) (bis 1948 noch unter der Bezeichnung Neue Kerze (NK)) abgelöst.
Die Einheit HK wird heute noch in der Bezeichnung von Gas- und Petroleumdrucklampen verwendet.

## Umrechnung
1 HK

  = 0,814 Berliner Lichteinheiten

  = 0,833 DVGW-Kerzen

  = 0,886 IK (Internationale Kerze)

  = 0,903 cd (Candela), ehemals NK (Neue Kerze)